# Nationalpark Corcovado

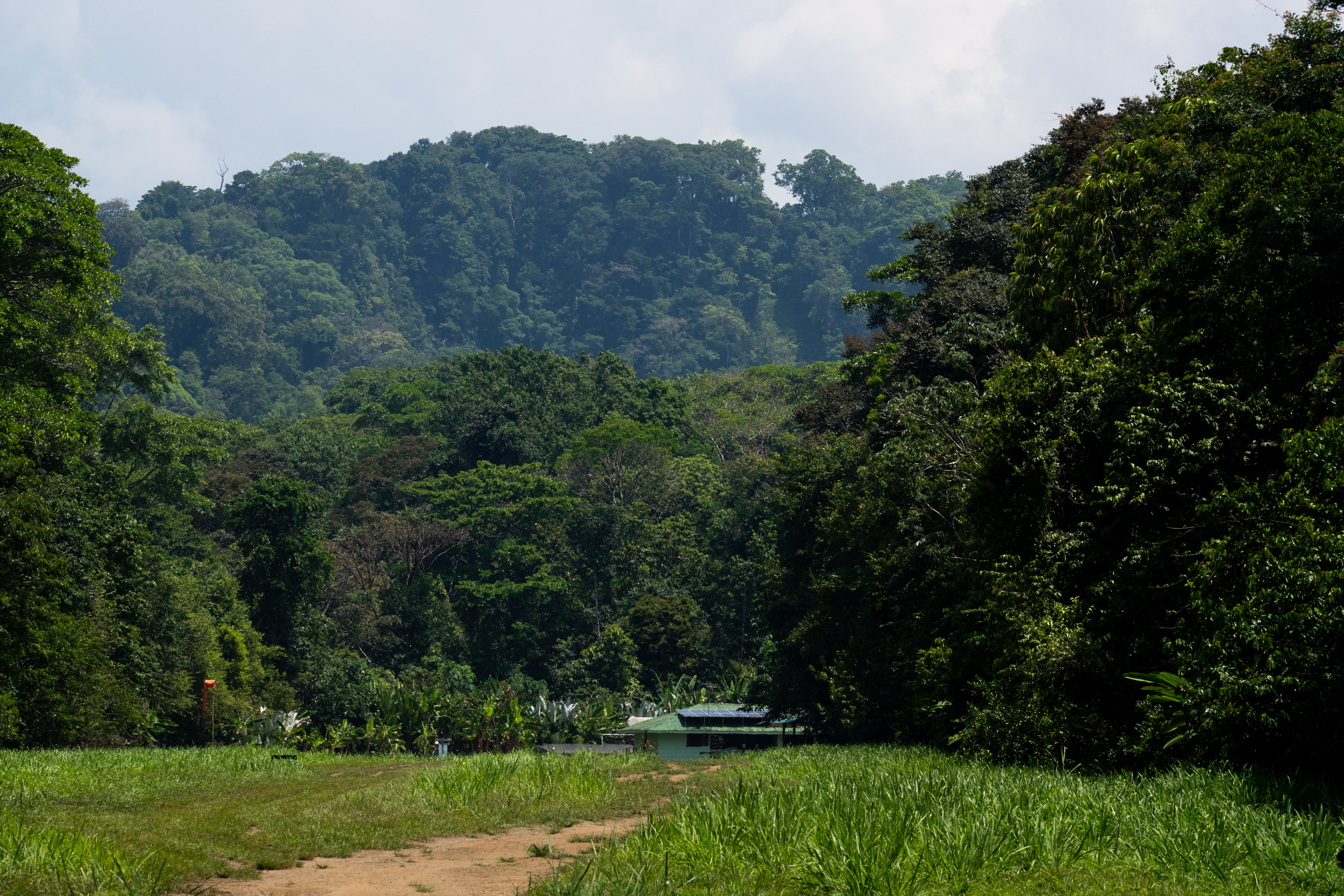
Nationalpark Corcovado

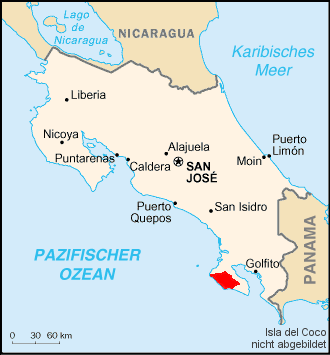
Karte Costa Ricas mit Nationalpark Corcovado

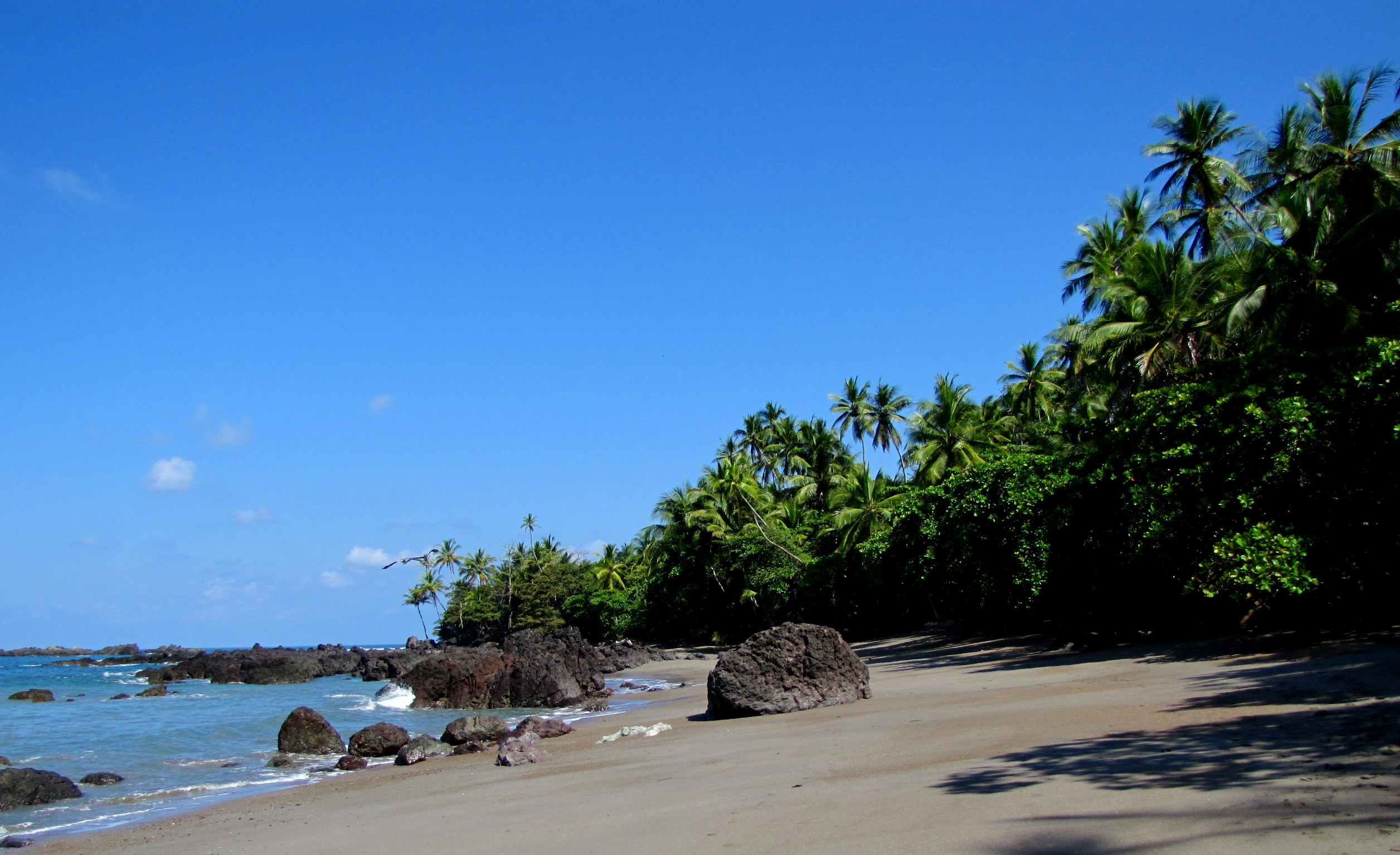
Strand im Nationalpark Corcovado

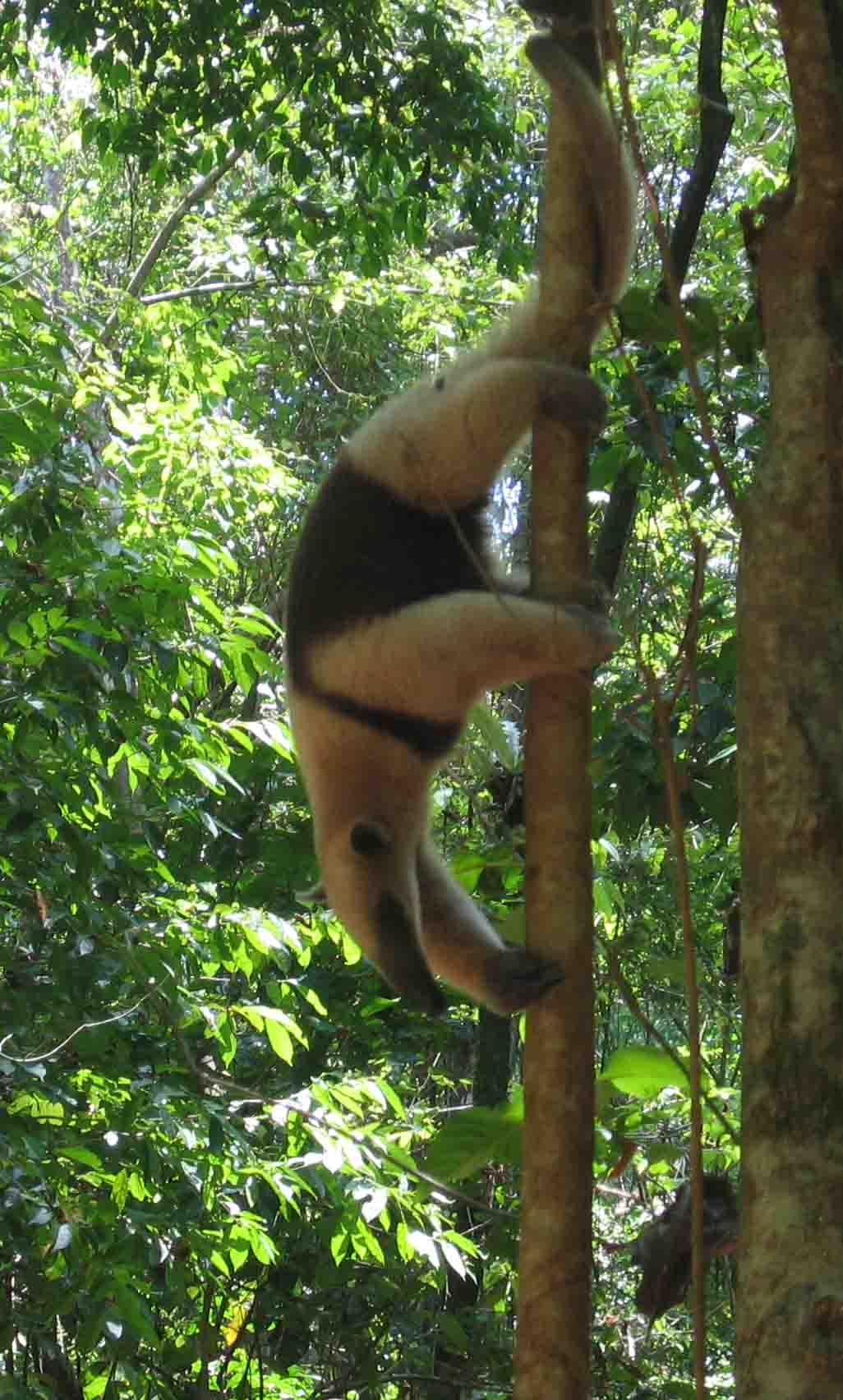
Ameisenbär im Nationalpark Corcovado

Der Nationalpark Corcovado liegt im westlichen Teil der Halbinsel Osa im Südwesten von Costa Rica. Er ist einer der besterhaltenen Regenwälder Costa Ricas. Er wurde im Jahre 1975 zum Nationalpark erklärt und ist etwa 41.788 Hektar groß.

## Flora und Fauna
Der Nationalpark Corcovado bietet dreizehn unterschiedliche Ökosysteme. Das hauptsächlich von dichtem Tieflandregenwald, prämontanem Bergregenwald und Mangroven bewachsene Gebiet beherbergt eine große Anzahl von Tier- und Pflanzenarten, die an kaum einem anderen Ort der Welt bewundert werden kann: Es sind mehr als 500 verschiedene Baumarten, etwa 140 Säugetier- und 370 Vogelarten vertreten, weiterhin über 150 Orchideenarten, 120 Reptilien- und Amphibien sowie mehr als 6000 Insektenarten.

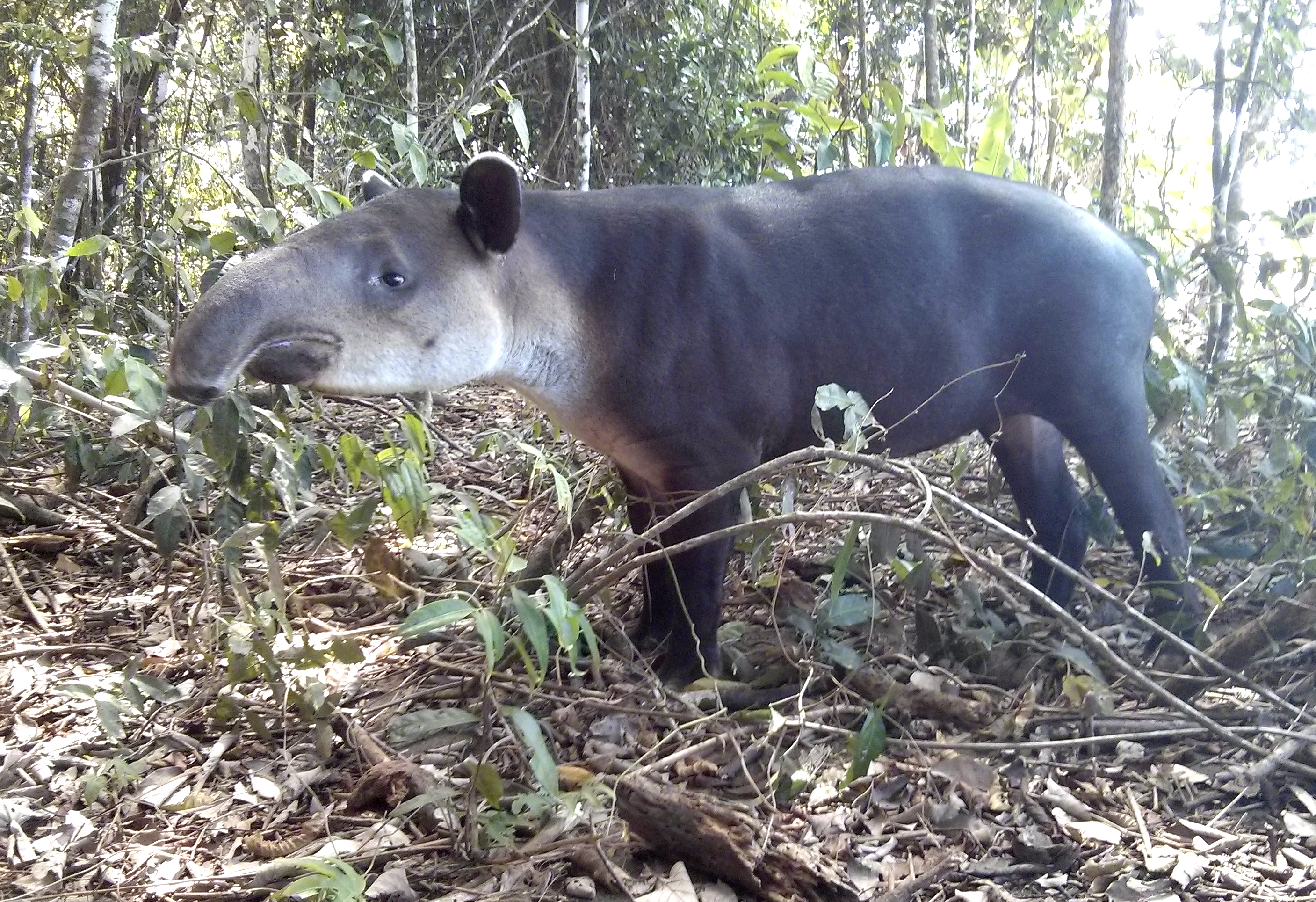
Mittelamerikanischer Tapir im Nationalpark
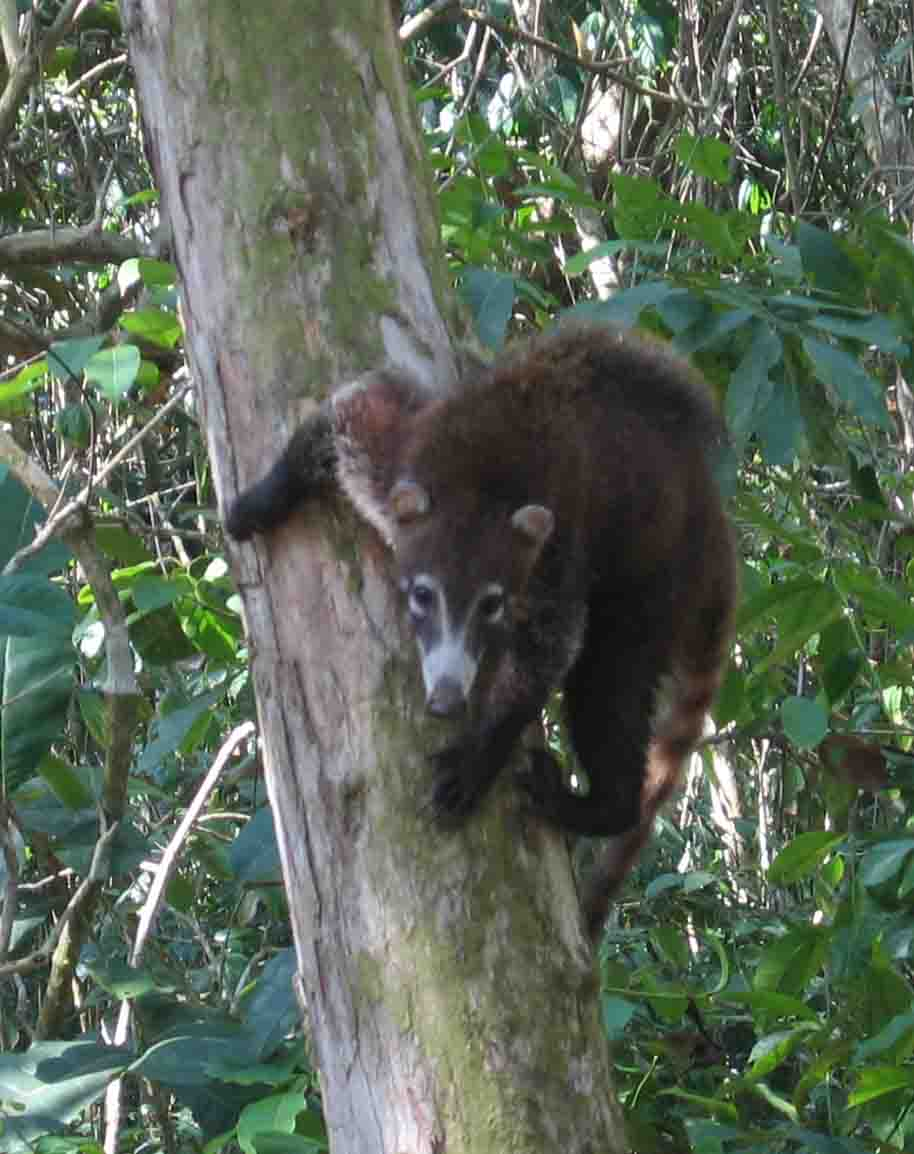
Nasenbär
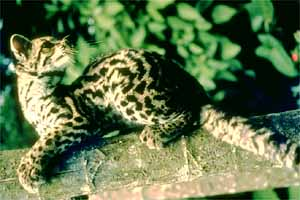
Langschwanzkatze
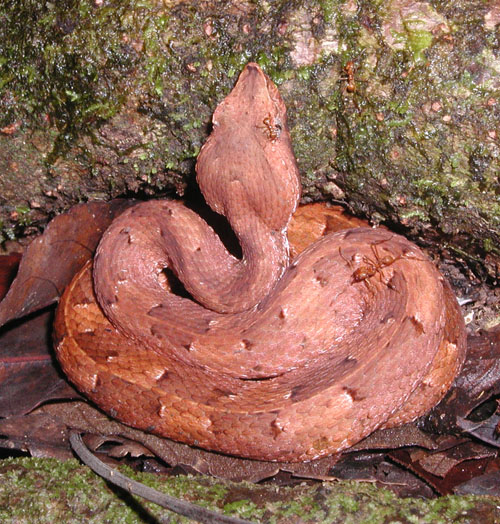
Porthidium porrasi

## Geschichte
Aufgrund seiner Abgelegenheit blieb der Regenwald bis in die 1960er Jahre von Menschen unberührt. Einige Jahre später jedoch führte ein Goldfund dazu, dass mehrere hundert Goldsucher in den Wald eindrangen. Ihre Aktivitäten bewirkten, dass Flüsse zu verschlammen begannen und der Wald geschädigt wurde. Deshalb wurden die Goldsucher 1986 aus dem Nationalpark vertrieben. Diese Aktion wurde vom damaligen Präsidenten Daniel Oduber Quirós in die Wege geleitet, der dafür im Jahre 1977 den Albert-Schweitzer-Preis vom Animal Welfare Institute verliehen bekam.

## Infrastruktur
Der Ort Puerto Jiménez ist Ausgangspunkt für Wanderungen im Nationalpark, auch die Parkverwaltung ist hier ansässig.
Die wichtigsten Rangerstationen innerhalb des Nationalparks sind Los Patos auf der nördlichen Golfseite, San Pedrillo im Süden der Drake Bay und La Sirena, die größte Station, an der südlichen Pazifikseite sowie La Leona am südlichen Parkeingang.
Das Wegenetz innerhalb des Corcovado ist gut ausgebaut, Trails führen von Los Patos nach La Sirena, von La Sirena nach La Leona und von La Sirena nach San Pedrillo. Der Trail von La Sirena nach San Pedrillo muss gelegentlich gesperrt werden.

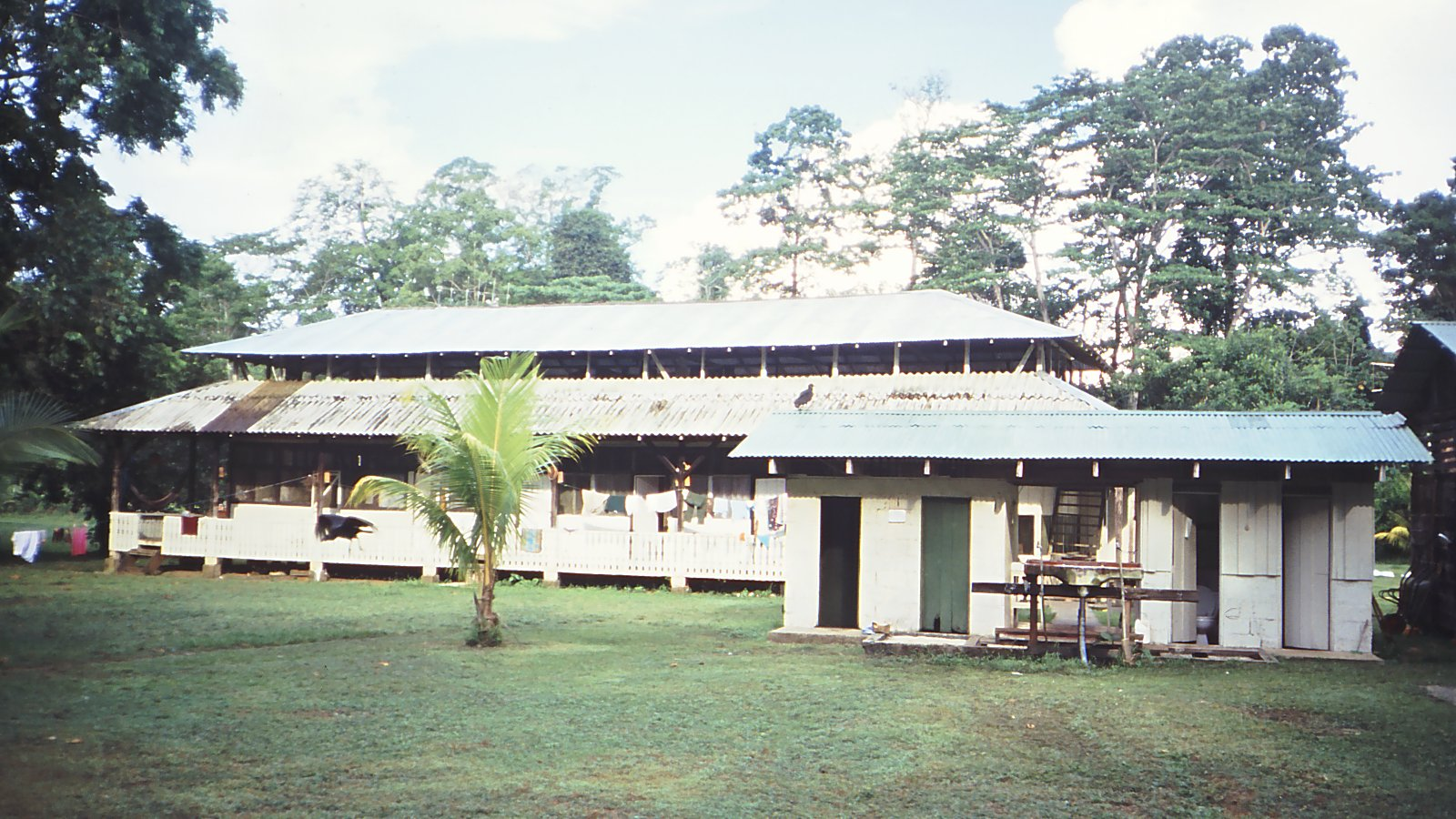
Rangerstation und Touristenunterkunft in La Sirena

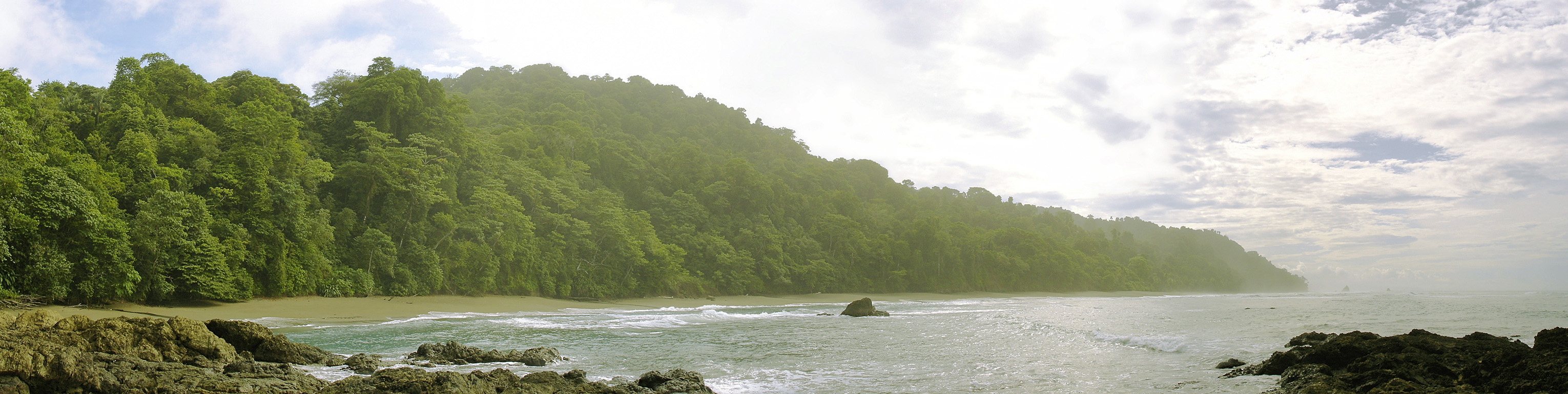
Küste im Nationalpark Corcovado zwischen Sirena und La Leona ranger stations.